# Госьцино (гміна)
Гміна Госьцино (пол. Gmina Gościno) — місько-сільська гміна у північно-західній Польщі. Належить до Колобжезького повіту Західнопоморського воєводства.
Станом на 31 грудня 2011 у гміні проживало 5218 осіб.

## Територія
Згідно з даними за 2007 рік площа гміни становила 116.04 км², у тому числі:
- орні землі: 73.00%
- ліси: 20.00%

Таким чином, площа гміни становить 15.99% площі повіту.

## Населення
Станом на 31 грудня 2011:
| Опис     | Загалом | Загалом | Чоловіки | Чоловіки | Жінки | Жінки |
| -------- | ------- | ------- | -------- | -------- | ----- | ----- |
| одиниця  | осіб    | %       | осіб     | %        | осіб  | %     |
| все      | 5218    | 100     | 2614     | 50.10    | 2604  | 49.90 |
| міське   | 2475    | 100     | 1236     | 49.94    | 1239  | 50.06 |
| сільське | 2743    | 100     | 1378     | 50.24    | 1365  | 49.76 |

## Сусідні гміни
Гміна Госьцино межує з такими гмінами: Дигово, Карліно, Колобжег, Римань, Семишль, Славобоже.